# Mihăești (Olt)
Mihăești es una comuna ubicada en el distrito de Olt, Rumania.

## Superficie
Posee una superficie de 54,33 kilómetros cuadrados.

## Demografía
Hasta 2021 la población era de 1311 habitantes, con una densidad de población de 24,13 habitantes por kilómetro cuadrado.